# Houston Oilers 1979
La stagione 1979 degli Houston Oilers è stata la nona della franchigia nella National Football League, la 19ª complessiva. La squadra ebbe un record di 11 vittorie e 5 sconfitte terminando al secondo posto della AFC Central Division. Nei playoff gli Oilers raggiunsero la finale della AFC per il secondo anno consecutivo. Earl Campbell guidò la lega in yard corse per il secondo anno consecutivo con un record di franchigia di 19 touchdown su corsa, venendo premiato come MVP della NFL. La stagione si chiuse nuovamente contro i Pittsburgh Steelers, che un anno prima eliminato Houston con un 34-5 in finale di conference. Questa volta gli Oilers persero per 27-13 in una gara che vide un momento controverso quando fu annullato un touchdown al wide receiver Mike Renfro dopo una lunga consultazione tra gli arbitri. Tale chiamata divenne una delle più controverse della storia della NFL.

## Roster
| Roster degli Houston Oilers nel 1979 |
| --- |
| Quarterback - 12 Guido Merkens - 14 Gifford Nielsen - 7 Dan Pastorini Running Back - 34 Earl Campbell - 26 Rob Carpenter FB - 42 Boobie Clark FB - 47 Ronnie Coleman - 30 Kenny King - 45 Tim Wilson FB Wide Receiver - 00 Ken Burrough - 88 Rich Caster - 85 Rich Ellender - 81 Jeff Groth - 89 Eddie Foster - 84 Billy Johnson - 82 Mike Renfro Tight End - 86 Mike Barber - 87 Conrad Rucker Offensive Linemen - 58 David Carter C/G - 60 Ed Fisher G - 74 Leon Gray T - 70 Conway Hayman G - 55 Carl Mauck C - 61 Wes Phillips T - 68 Tom Randall G - 64 George Reihner G - 76 Morris Towns T Defensive Linemen - 75 Jesse Baker DE - 65 Elvin Bethea DE - 78 Curley Culp NT - 69 Andy Dorris DE - 71 Ken Kennard NT - 67 Mike Stensrud DE - 77 James Young DE Linebacker - 63 Steve Baumgartner OLB - 54 Gregg Bingham ILB - 52 Robert Brazile OLB - -- Jimbo Elrod - 50 Daryl Hunt ILB - 56 Mike Murphy OLB - 53 Art Stringer ILB - 51 Ted Thompson ILB - 59 Ted Washington OLB Defensive Back - 19 Willie Alexander CB/FS - 20 Bill Currier SS - 36 Carter Hartwig CB/FS - 21 Charles Jefferson CB - 32 Vernon Perry SS - 37 Mike Reinfeldt FS - 27 Greg Stemrick CB - 33 J.C. Wilson CB Special Team - 16 Toni Fritsch K - 18 Cliff Parsley P |
| Legenda - I rookie sono in corsivo. - Il primo ruolo è il principale mentre gli eventuali successivi indicano i ruoli secondari. - (IR) sta per Injured Reserve ed indica la lista ristretta per un solo giocatore infortunato che può tornare ad allenarsi dopo la settimana 6 e a rientrare in prima squadra dopo che questa ha giocato 8 partite. - (NF-Inj.) / (NF-Ill.) stanno rispettivamente per Non-Football Injured e Non-Football Illness ed indicano le liste dove viene inserito un giocatore che ha un infortunio o una malattia non dipendente dal football americano. - (PUP) sta per Physically Unable to Perform ed indica la lista dove viene inserito un giocatore mentre è in attesa di recuperare la condizione fisica. Nella stagione regolare dopo la sesta partita giocata dalla propria squadra, il giocatore ha tempo tre settimane per riprendere ad allenarsi, più tre settimane aggiuntive dal suo rientro agli allenamenti per rientrare in prima squadra. |

Fonte:

## Calendario

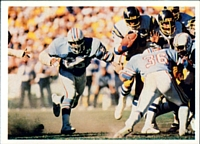
La gara contro i Chargers nel divisional round dei playoff 1979

| Stagione regolare |                        |           |
| Turno             | Avversario             | Risultato |
| 1                 | at Washington Redskins | V 29–27   |
| 2                 | at Pittsburgh Steelers | S 38–7    |
| 3                 | Kansas City Chiefs     | V 20–6    |
| 4                 | at Cincinnati Bengals  | V 30–27   |
| 5                 | Cleveland Browns       | V 31–10   |
| 6                 | St. Louis Cardinals    | S 24–17   |
| 7                 | at Baltimore Colts     | V 28–16   |
| 8                 | at Seattle Seahawks    | S 34–14   |
| 9                 | New York Jets          | V 27–24   |
| 10                | at Miami Dolphins      | V 9–6     |
| 11                | Oakland Raiders        | V 31–17   |
| 12                | Cincinnati Bengals     | V 42–21   |
| 13                | at Dallas Cowboys      | V 30–24   |
| 14                | at Cleveland Browns    | S 14–7    |
| 15                | Pittsburgh Steelers    | V 20–17   |
| 16                | Philadelphia Eagles    | S 26–20   |

## Classifiche
| AFC Central            | AFC Central | AFC Central | AFC Central | AFC Central | AFC Central | AFC Central | AFC Central | AFC Central | AFC Central |
|                        | V           | S           | P           | %           | DIV         | CONF        | PF          | PS          | Str.        |
| ---------------------- | ----------- | ----------- | ----------- | ----------- | ----------- | ----------- | ----------- | ----------- | ----------- |
| Pittsburgh Steelers(2) | 12          | 4           | 0           | .750        | 4–2         | 9–3         | 416         | 262         | V1          |
| Houston Oilers(4)      | 11          | 5           | 0           | .688        | 4–2         | 9–3         | 362         | 331         | S1          |
| Cleveland Browns       | 9           | 7           | 0           | .563        | 2–4         | 6–6         | 359         | 352         | S2          |
| Cincinnati Bengals     | 4           | 12          | 0           | .250        | 2–4         | 2–10        | 337         | 421         | V1          |

## Premi
- Earl Campbell:

MVP della NFL
giocatore offensivo dell'anno